# Melarchaediscus
Melarchaediscus es un género de foraminífero bentónico, normalmente considerado un subgénero de Archaediscus, es decir Archaediscus (Melarchaediscus), pero aceptado como sinónimo posterior de Glomodiscus de la subfamilia Archaediscinae, de la familia Archaediscidae, de la superfamilia Archaediscoidea, del suborden Fusulinina y del orden Fusulinida. Su especie tipo era Propermodiscus oblongus. Su rango cronoestratigráfico abarcaba desde el Tournasiense hasta el Viseense (Carbonífero inferior).

## Discusión
Algunas clasificaciones más recientes incluyen Melarchaediscus en el Suborden Archaediscina, del Orden Archaediscida, de la Subclase Afusulinana y de la Clase Fusulinata.

## Clasificación
Melarchaediscus incluía a la siguiente especie:
- ‘‘Melarchaediscus oblongus †